# Conceição do Pará
Conceição do Pará är en kommun i Brasilien.   Den ligger i delstaten Minas Gerais, i den sydöstra delen av landet, 500 km sydost om huvudstaden Brasília. Antalet invånare är 5 162.
Omgivningarna runt Conceição do Pará är huvudsakligen savann. Runt Conceição do Pará är det ganska glesbefolkat, med 23 invånare per kvadratkilometer.